# Jonathan Sinclair
Jonathan William Rossiter Sinclair  (ur. 13 października 1970 w Victorii na Seszelach) – brytyjski Wysoki Komisarz w Nowej Zelandii oraz Samoa i gubernator wyspy Pitcairn. Sinclair dołączył do Biura Spraw Zagranicznych oraz Wspólnoty w 1996 roku. Służył on poprzednio w Stanach Zjednoczonych oraz w Indiach oraz w Londynie. W latach 2002–2004 Sinclair był także osobistym sekretarzem brytyjskiego Ministra Spraw Zagranicznych Jacka Staw.